# NDTV Itajaí
NDTV Itajaí é uma emissora de televisão brasileira sediada em Itajaí, cidade do estado de Santa Catarina. Opera nos canais 10 VHF e 28 UHF digital e é afiliada à Record. Integra a NDTV, rede de televisão pertencente ao Grupo ND.

## História
A emissora foi inaugurada como TV Vale do Itajaí em 14 de julho de 1986, integrando a Rede de Comunicações Eldorado e retransmitindo a Rede Bandeirantes. Em 3 de setembro do mesmo ano, foi lançada sua programação local. 
Em 30 de março de 1992, a TV Vale do Itajaí (bem como as demais integrantes da RCE em Florianópolis e Criciúma e a recém-lançada emissora em Xanxerê) começaram a retransmitir o sinal da Rede OM Brasil. No ano seguinte, foi renomeada para RCE TV Vale do Itajaí, usando a sigla do grupo, ao mesmo tempo em que a OM Brasil foi substituída pela Rede CNT.
Em 1 de setembro de 1995, a RCE foi desmembrada, e a emissora foi vendida ao Grupo Record, juntamente com a TV Cultura de Florianópolis e a TV Xanxerê do município homônimo. Todas elas passaram a retransmitir a Record e a emissora passou a ser identificada como TV Record Itajaí.
Em 1.º de fevereiro de 2008, a emissora passou a integrar o Grupo RIC, formado por Mário Petrelli no estado do Paraná, tornando-se componente da RIC TV. Assim como a filial xanxerense e as antigas emissoras da Rede SC, o Grupo RIC se tornou controlador desses canais por um acordo de gerenciamento local. Com a mudança, ela passou a se chamar RIC TV Itajaí.
Em 3 de dezembro de 2019, com o desmembramento do Grupo RIC em Santa Catarina e a criação da NDTV, passou a se chamar NDTV Itajaí. Ao mesmo tempo, para equiparar o controle acionário das demais emissoras que pertenciam diretamente ao Grupo ND, o Grupo Record vendeu 70% das ações da NDTV Itajaí, passando a ser apenas acionista minoritário da emissora.
Em 26 de maio de 2023, uma pesquisa realizada pelo Instituto Mapa e Neokemp indicou que a NDTV Itajaí se tornou líder de audiência em Itajaí, Santa Catarina. A pesquisa ouviu 1.200 moradores de 46 bairros da cidade e a NDTV Itajaí alcançou 32,8% da preferência do público. Com mais de duas horas de programação local, os programas Balanço Geral Itajaí e Ver Mais Itajaí são líderes absolutos de audiência.

## Sinal digital
| Canal virtual | Canal digital | Proporção de tela | Programação                                   |
| ------------- | ------------- | ----------------- | --------------------------------------------- |
| 10.1          | 28 UHF        | 1080i             | Programação principal da NDTV Itajaí / Record |

Em 24 de abril de 2015, a RIC TV Itajaí inaugurou a transmissão digital, no canal 28 UHF.
Transição para o sinal digital
Com base no decreto federal de transição das emissoras de TV brasileiras do sinal analógico para o digital, a NDTV Itajaí, bem como as outras emissoras de Itajaí, irá cessar suas transmissões pelo canal 10 VHF em 31 de dezembro de 2023, seguindo o cronograma oficial da ANATEL.

## Programas
Além de retransmitir a programação nacional da RecordTV, atualmente a NDTV Itajaí produz e exibe os seguintes programas:
- Balanço Geral Itajaí: Jornalístico, com Moisés Stucker;
- Ver Mais: Revista eletrônica, com Marina Maimone;

Retransmitidos da NDTV Florianópolis
- SC no Ar: Telejornal, com Marta Gomes;
- A Hora da Venenosa: Quadro do Balanço Geral SC, com Raphael Polito, Heiton Luiz e Maryeva Oliveira;
- Cidade Alerta Santa Catarina: Jornalístico policial, com Henrique Zanotto;
- ND Notícias: Telejornal, com Márcia Dutra;
- Clube da Bola: Jornalístico esportivo, com Marcelo Mancha;
- Agro, Saúde e Cooperação: Jornalístico sobre agronegócio, com Tatiane Corrêa
- Auto +: Programa sobre automobilismo, com Marcello Sant'Anna

## Retransmissoras
- Balneário Camboriú - 10 (28 UHF)
- Bombinhas - 11 VHF / 28 UHF digital (em implantação)
- Brusque - 4 (30 UHF)
- Guabiruba - 9 VHF / 12 (39 UHF)
- Leoberto Leal - 6 VHF / 28 UHF digital (em implantação)
- Nova Trento - 13 VHF / 28 UHF digital (em implantação)
- Porto Belo - 10 VHF / 28 UHF digital
- Tijucas - 52 (27 UHF)